# La Roma del Popolo
La Roma del Popolo fu l'ultimo giornale politico fondato a Roma da Giuseppe Mazzini nel 1871.
Il giornale uscì regolarmente dal 1º marzo 1871 al 21 marzo 1872; fu anticipato da un fascicolo compilato integralmente da Mazzini, pubblicato il 9 febbraio dello stesso anno. In tutto 56 fascicoli numerati. Direttore dell periodico figurava Giuseppe Petroni.
La Roma del Popolo all'interno della stampa mazziniana si colloca come il periodico più "ideologico" del mazzinianesimo.